# Carlos Acevedo
Carlos Acevedo López (ur. 19 kwietnia 1996 w Torreón) – meksykański piłkarz występujący na pozycji bramkarza, reprezentant Meksyku, od 2016 roku zawodnik Santosu Laguna.